# جو توماس (ملحن)
جو توماس (بالإنجليزية: Joe Thomas)‏ هو ملحن ومنتج أسطوانات أمريكي، ولد في 1950.